# Эрдоган, Сюмейе
Сюмейе Эрдоган Байрактар (тур. Sümeyye Erdoğan Bayraktar; род. 22 августа 1985, Стамбул) — младшая из четырёх детей президента Турции Реджепа Тайипа Эрдогана. В 2013 году она стала одним из главных советников своего отца, который в то время занимал пост премьер-министра страны.

## Семья и образование
Сюмейе Эрдоган родилась 22 августа 1985 года в Стамбуле в семье Реджепа Тайипа и Эмине Эрдоган. У неё есть двое братьев и сестра — Ахмет Бурак, Неджметтин Билал и Эсра. В марте 2016 года она обручилась с Сельчуком Байрактаром и вышла за него замуж 14 мая того же года.
Сюмейе окончила среднюю школу Араклы Имам Хатип в Трабзоне. Не сумев удачно сдать вступительные экзамены в университет в 2002 году, она продолжила своё образование в США. На стипендию от бизнесмена Ремзи Гюра, она смогла выучиться и получить степень бакалавра в области социологии и политики в Индианском университете в Блумингтоне. Закончив его в 2005 году, она затем получила степень магистра экономики в Лондонской школе экономики и политических наук.

## Карьера
В 2010 году она стала совладелицей компании Doruk Izgara, работавшей в сфере общественного питания. По некоторым данным, среди совладельцев этой компании был и её брат Билал Эрдоган.

## Политика

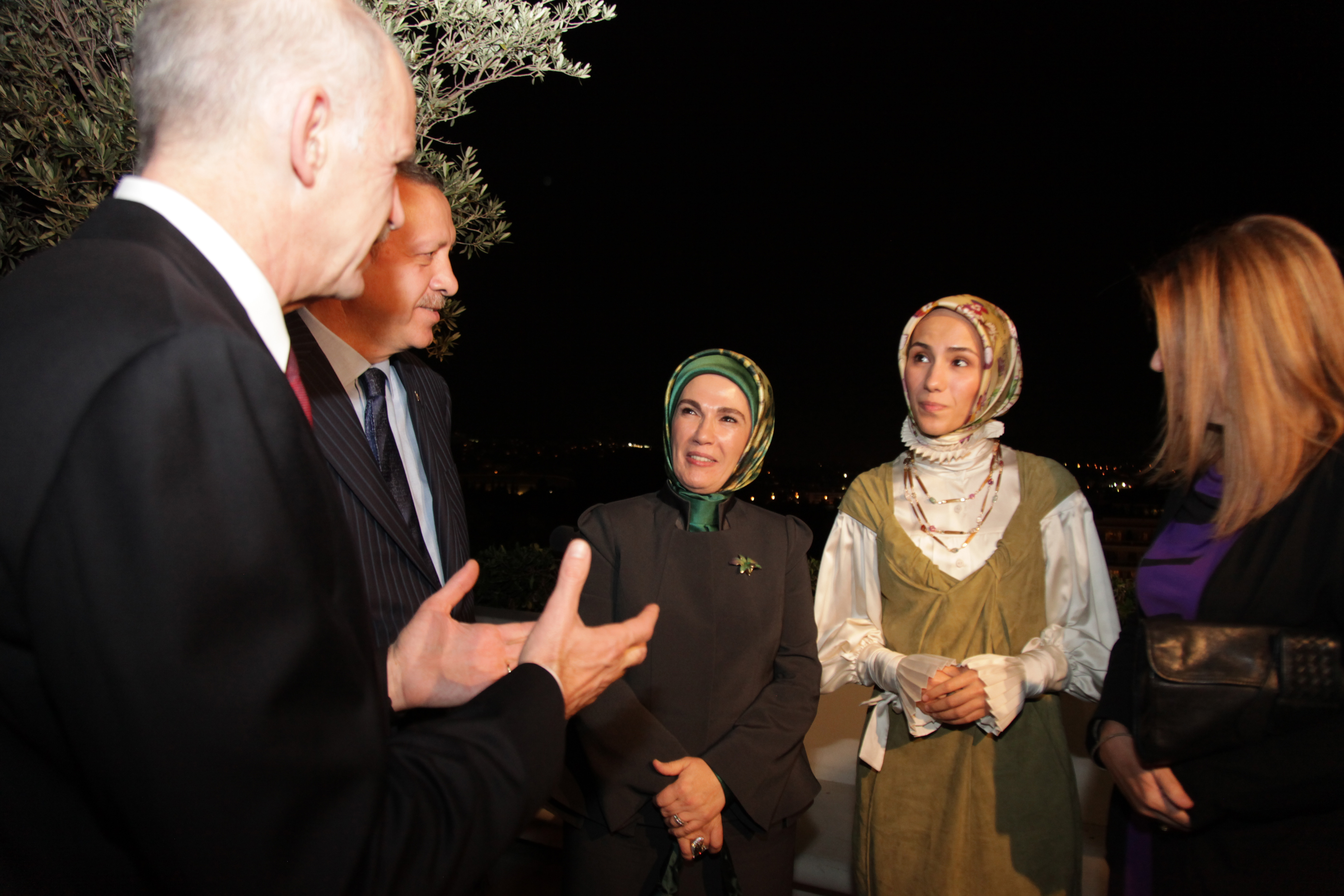
Сюмейе Эрдоган (вторая справа) с родителями во время визита в Грецию, октябрь 2010 года

В 2010 году Сюмейе начала работать консультантом в Партии справедливости и развития, отвечая за мониторинг международных отношений Турции и их отражение в мировой прессе. СМИ тогда утверждали, что она получала зарплату в размере 25 000 евро. Эти слухи были отвергнуты руководителями партии. Благодаря этой должности Сюмейе совершила множество международных поездок. В течение четырёх лет она была советником своего отца, но в октябре 2014 года отказалась от этой роли. Во время протестов в парке Гези в 2013 году она участвовала во встречах между представителями правительства и различными деятелями искусства. Её участие в этих встречах вызвало неоднозначную реакцию, и вопрос о её роли в политике был вынесен на повестку дня Великого национального собрания Турции для дальнейшего обсуждения.

## Критика
В период после коррупционного скандала 17 декабря 2013 года были опубликованы записи голоса Сюмейе, в которых она озвучивала инструкцию для интернет-троллей, действовавших в пользу Партии справедливости и развития в Твиттере, публиковать твиты в их пользу. Также, на основе звукозаписей, обнародованных в это время, выяснилось, что вместе со своим братом Билалом Эрдоганом она переводила деньги в различные места по указанию своего отца и встречалась с турецким бизнесменом Мустафой Латифом Топбашем по поводу вилл, построенных на месте археологических раскопок в Урле, и бизнеса.